# Іван Дутчак
Іван Дутчак (пол. Iwan Dutczak; 5 вересня 1869, Косів — після 1927) — український політик, депутат 1-го сейму.

## Життєпис
Закінчив початкову школу. Після служби в австрійській артилерії унтер-офіцером у Львові вів власне господарство в селі Жаб'є. У 1908—1918 роках і з 1921 року він був старостою ґміни Жаб'є.
Був членом сейму 1-ї каденції, обраний за списком № 29 (Українська Хліборобська Партія), округ № 53 (Станіславів) і член Українського селянського клубу (секретар).
Його доля після 1927 року невідома.